# Qvisqvalissläktet
Qvisqvalissläktet (Quisqualis) är ett växtsläkte med omkring 17 arter i familjen tropikmandelväxter från tropiska Afrika och Asien. Arten druckne sjömannen (Q. indica) odlas ibland som krukväxt i Sverige. Arterna förs ibland till släktet Combretum.

### Webbkällor
- Flora of China - Quisqualis
- Svensk Kulturväxtdatabas
- Wikimedia Commons har media som rör Qvisqvalissläktet.